# 緒方敏明
緒方 敏明（おがた としあき、1957年 - ）は、日本の陶芸家である。兵庫県宝塚市出身。